# Rafael Agudelo
Rafael de Jesús Agudelo Meriño (Santa Marta, 17 maggio 1954) è un ex calciatore colombiano, di ruolo attaccante.

## Carriera

### Club
Ha sempre giocato nel campionato colombiano.

### Nazionale
Ha esordito con la nazionale colombiana nel 1979, collezionando 2 presenze.